# الجبهة الوطنية المتحدة (أنغولا)
الجبهة الوطنية المتحدة هو تحالف سياسي معارض أنغولي يقوده حزب يونيتا وزعيمه أدالبرتو كوستا جونيور.
نظرًا لحقيقة أن الجبهة لم تتمكن من التسجيل في الانتخابات، قرر الأعضاء الباقون في التحالف الكتلة الديمقراطية عدم المشاركة في الانتخابات ودعم قوائم يونيتا.